# Edme Mariotte
Edme Mariotte [édm mariót], francoski fizik, botanik in duhovnik (opat (abbé)), * okoli 1620, Til-Châtel, Francosko kraljestvo (sedaj Francija), † 12. maj 1684, Pariz, Francosko kraljestvo (sedaj Francija).
Mariotte je najbolj znan po odkritju Boylovega zakona leta 1676 neodvisno od Roberta Boyla leta 1662. Pripisuje se mu tudi konstrukcija prve Newtonove zibelke.

## Življenje

### Mladost
Bil je najmlajši sin Simona Mariotta, upravitelja okrožja Til-Châtel (umrl 16. avgusta 1652), in Catherine Denisot (umrla 26. septembra 1636 zaradi kuge). Njegova starša sta živela v Til-Châtelu in imela 4 druge otroke: Jeana, Denisa, Clauda in Catharine. Jean je bil upravitelj v pariškem parlamentu od leta 1630 do svoje smrti leta 1682. Denise in Claude, oba poročena, sta ostala v regiji Dijon, kjer se je Catharine poročila z Blaiseom de Beaubrieulom, svetovalcem kralja Ludvika XIV. Catherine in Blaise sta živela v isti ulici 16, morda na istem naslovu, kjer je živel Jean.:254 Zgodnje življenje Edma ni znano. Njegov naziv »Sieur de Chazeuil« (gospod iz Chazeuila) je verjetno podedoval po bratu Jeanu leta 1682. Nanaša se na posestvo njegovega očeta, ki ga je najprej dobil Jean. To posestvo je bilo v regiji Chazeuil. Ni jasno, ali je Mariotte večino svojega zgodnjega življenja preživel v Dijonu in ali je bil prior samostana svetega Martina pri Beaunu. Ni virov, ki bi to potrdili.

### Kariera
Leta 1668 je Jean-Baptiste Colbert povabil Mariotta k sodelovanju pri »l'Académie des Sciences«, francoski ustreznici Kraljeve družbe. Od tedaj naprej je objavil več člankov.
Leta 1670 se je Mariotte preselil v Pariz. Naslov na pismu, najdenem v Leibnizovem arhivu, kaže, da je Edme leta 1677 živel v ulici de Bertin-Poirree, blizu kapele zlatarskega ceha v ulici des Orfèvres. Morda je živel skupaj z Jeanom in zakoncema Catherine in Blaise de Beaubreuil. Leibniz je zapisal, da je Edme ostal na naslovu gospoda Beaubruna, verjetno pa je mislil na Beaubreuila, kar se sliši precej podobno. Edme je umrl 12. maja 1684 v Parizu.
Mariotte je leta 1679 odkril Boylov zakon o obratnem razmerju prostornin in tlakov v idealnih plinih:
{\displaystyle p\propto {\frac {1}{V}},\quad {\text{ali}}\quad pV={\textrm {konst.}}\quad (T={\textrm {konst.}})\!\,.}
Leta 1660 je odkril očesno slepo pego. Majhen kovanec, postavljen v slepo pego, izgine iz vida, na videz čaroben dogodek, ki je osupnil francoski kraljevi dvor, ko ga je prvič predstavil Mariotte. Odkritje slepe pege je opisano v kratkem prispevku v drugem zvezku njegovih zbranih del.
Mariotte je bil eden od prvih članov Francoske akademije znanosti, ustanovljene v Parizu leta 1666.
Prvi zvezek Histoire et Mémoires de l'Académie (1733) vsebuje veliko njegovih izvirnih člankov o najrazličnejših fizikalnih temah, kot so gibanje tekočin, narava barv, note trobente, barometer, padci teles, odboj pušk, zmrzovanje vode, absorpcija toplotnih žarkov v steklu itd. Njegovi štirje Fizikalni eseji (Essais de physique), od katerih so bili prvi trije objavljeni v Parizu med letoma 1676 in 1679, so njegova največja pomembna dela in tvorijo skupaj s Traktatom o telesnih tolkalih (Traité de la percussion des corps prvi zvezek) Mariottova dela (Œuvres de Mariotte) (2 zvezka, Leiden, 1717).
Drugi od teh esejev O naravi zraka (De la nature de l'air) vsebuje izjavo zakona, da se prostornina idealnega plina spreminja obratno kot tlak. Narejen je bil na podlagi odkritja Roberta Boyla leta 1662. Mariotte je rekel, da je Boylova teorija pravilna le, če je temperatura konstantna. Vendar pa je zunaj Francije najbolj znan kot Boylov zakon.
Četrti esej je sistematična obravnava narave barv z opisom mnogih nenavadnih poskusov in razpravo o mavrici, halojih, parheliju, uklonu in bolj čisto fizioloških pojavih barv. Pomembno je prispeval tudi k razvoju aerodinamične teorije z izjavo, da se aerodinamični upor spreminja kot kvadrat hitrosti.
Delal je na delu Akademije znanosti Mémoires pour servir à l'histoire des plantes, izdanem leta 1676 pod vodstvom Denisa Dodarta.
Bil je eden prvih, ki je znanstveno preučeval delovanje rastlin. Objavil ga je pod naslovom Eseji o vegetaciji rastlin (Essais sur la végétation des plantes). Zanimalo ga je kroženje sokov in je trdi, da v rastlinah ni duše. Njegova opažanja so bila za tisti čas zelo točna. Trdil je, da so delci v zraku tisti, ki povzročajo pojav rastlinja na suhih ribnikih. Prav tako kaže, da če je rastlina strupena, to ni zato, ker raste na tleh, ki se razlikuje od zemlje nestrupene rastline, ampak zato, ker materiale uporablja na drugačen način.

### Newtonova zibelka
Marriote je izumil tisto, kar je danes znano kot Newtonova zibelka, da bi prikazal prvi Newtonov zakon in trk visečih teles enake mase, pri čemer se gibanje gibajočega telesa prenese na mirujoče. Isaac Newton je priznal Mariottovo delo, med drugim, v svojih Matematičnih načelih.

## Priznanja
Leta 1908 je Ledenik Mariotte na Kerguelenovih otokih prevzel to ime.
Leta 1970 so po njem poimenovali udarni krater Mariotte na Luni, širok več kot 70 km.
Njegovo ime nosijo tudi mnoge ulice v Franciji v Parizu, Dijonu, Lensu, Nantesu, Perpignanu, Carcassonnu in drugod.